# Manfred Reuter
Manfred Reuter (* 1957 in Prüm) ist Journalist (Print) und Schriftsteller.
Seine Ausbildung absolvierte er in Aurich bei den Ostfriesischen Nachrichten und an der Akademie für Publizistik, Hamburg. Berufliche Stationen beinhalten Köln, Oldenburg, Münster, Bremen und Trier. Beim Trierischen Volksfreund arbeitete er 20 Jahre, u. a. als Alleinredakteur in Prüm/Eifel, als Lokalchef Eifel in Bitburg und in der Nachrichtenredaktion in Trier. 2007 erhielt er einen Journalistenpreis für eine Reportageserie nach dem Absturz einer US-amerikanischen F-16 in der Eifel. Reuter war von 2009 bis 2016 als Redakteur beim Ostfriesischen Kurier in Norderney tätig. Von 2011 bis 2013 war er zusätzlich Chefredakteur der Norderneyer Badezeitung. Er arbeitet mittlerweile als freier Autor für mehrere Publikationen, vorwiegend für das Sonntagsmagazin Norderneyer Zeitung. Mit seinen Norderney-Krimis schuf er 2012 ein neues Regional-Label. Der Focus ordnete seine Kriminalromane auf einer Deutschlandkarte 2013 in die Kategorie der 35 wichtigsten Regionalkrimis ein. Zusätzlich hat er sich auf Reiseliteratur spezialisiert.

## Werke
- Der Kirchenmann, Roman, Verlag Pi, Weißenseifen 2005 und kbv Hillesheim 2008,
- Fluchtwunden, Roman, kbv Hillesheim 2008,
- Lass mich für dich sterben, Roman, kbv Hillesheim 2010,
- Tatort Eifel II (Hrsg. Jacques Berndorf): „Tödliche Karriereleiter“, kbv 2009,
- Acht Siele, acht Verbrechen: „Strandkorb 117“, SKN Norden 2011,
- Deichleichen (Hrsg. Regine Kölpin): „Die Tote am Leuchtturm“, kbv 2011,
- Neun Gemäuer, neun Verbrechen: „Thedas Traum“, SKN Norden 2012,
- Norderney-Bunker, Insel-Krimi, Ostfriesland Verlag SKN, Norden, Oktober 2012,
- Zehn Türme, zehn Verbrechen, „Schiefer Turm, krumme Gedanken“, SKN Norden, Mai 2013,
- Norderney, die Erlebnisinsel. Bildband. Ein Insel-Portrait, SKN Norden, Juni 2013
- Norderney-Flucht, Insel-Krimi, Emons-Verlag Köln, August 2013
- Elf Bräuche, elf Verbrechen, "Das Schweigen der Osternacht", SKN Norden, 2014,
- Möwenschrei und Meuchelmorde, (Hrsg. Regine Kölpin),"Das Gold der Lavinia, Wellhöfer-Verlag, Mannheim, April 2015,
- Norderney-Rache, Insel-Krimi, Emons-Verlag Köln, August 2016
- "111 Orte auf Norderney, die man gesehen haben muss", Lesereiseführer, Emons-Verlag Köln, 2017. Zusammen mit seiner Tochter Lena.
- Inselmörder (Hrsg. Regine Kölpin), "Eingelocht", Prolibis, Kassel, 2019
- "Die Toten von Norderney", Kriminalroman, Emons-Verlag, Köln 2020
- "111 Orte in Aurich, die man gesehen haben muss", Lesereiseführer, Emons-Verlag, Köln, 2020. Zusammen mit seiner Tochter Lena und Sohn Nils (Fotos)